# آلن موتت
آلن موتت (انگلیسی: Alain Mottet; ۳۰ دسامبر ۱۹۲۸ – ۳۱ اکتبر ۲۰۱۷) بازیگر اهل فرانسه بود.
از فیلم‌ها یا برنامه‌های تلویزیونی که وی در آن نقش داشته‌است می‌توان به ارتش سایه‌ها، دست‌هایی از مارسی، آتش سرکش و آقای هو اشاره کرد.